# قلعه‌دوز
قلعه‌دوز (به لاتین: Qələdüz) یک منطقه مسکونی در جمهوری آذربایجان است که در شهرستان قوبا واقع شده است. قلعه‌دوز ۷۴۲ نفر جمعیت دارد.